# Dina Haizoun
Dina Haizoun (13 februari 2007) is een voetbalspeelster uit Nederland. Ze speelt als aanvalster voor Excelsior in de Vrouwen Eredivisie.

## Carrière
Haizoun speelde in haar jeugdjaren in de jeugd van Excelsior en de amateurs van DHC Delft. In 2022 stapte ze over naar de jeugdopleiding van Ajax. In 2023 ging Haizoun deel uitmaken van de jeugdopleiding van FC Utrecht, dat in dat seizoen herintrede in de Vrouwen Eredivisie. Met Jong FC Utrecht weet ze promotie naar Divisie A af te dwingen.
Op 3 maart 2024 maakte Haizoun haar debuut voor FC Utrecht in de Vrouwen Eredivisie in een uitwedstrijd tegen AZ door in de 90ste minuut in te vallen voor Lotje de Keijzer.
Op 11 juli 2025 keerde Haizoun terug bij Excelsior, waar ze haar eerste verbintenis tekende.

## Statistieken
| Seizoen | Club       | Competitie | Competitie | Competitie | Beker | Beker | Overig | Overig | Totaal | Totaal |
| Seizoen | Club       | Competitie | Wed.       | Dlp.       | Wed.  | Dlp.  | Wed.   | Dlp.   | Wed.   | Dlp.   |
| ------- | ---------- | ---------- | ---------- | ---------- | ----- | ----- | ------ | ------ | ------ | ------ |
| 2023/24 | FC Utrecht | Eredivisie | 1          | 0          | 0     | 0     | 0      | 0      | 1      | 0      |
| 2024/25 | FC Utrecht | Eredivisie | 0          | 0          | 0     | 0     | 0      | 0      | 0      | 0      |
| 2025/26 | Excelsior  | Eredivisie | 0          | 0          | 0     | 0     | 0      | 0      | 0      | 0      |
| Totaal  | Totaal     | Totaal     | 1          | 0          | 0     | 0     | 0      | 0      | 1      | 0      |

Bijgewerkt t/m 11 juli 2025.

## Interlandcarrière
Dina Haizoun is jeugdinternational van Nederland onder 17. Hiervoor maakte ze haar debuut op 1 februari 2023 met een 1-2 nederlaag tegen de leeftijdsgenoten van Italië.